# مارك ديفيس (لاعب سنوكر)
مارك ديفيس (بالإنجليزية: Mark Davis)‏ هو لاعب سنوكر بريطاني، ولد في 12 أغسطس 1972 في هيستينغز في المملكة المتحدة.

## روابط خارجية
- مارك ديفيس على موقع CueTracker.net (الإنجليزية)
- مارك ديفيس على موقع بطولة العالم للسنوكر (الإنجليزية)